# Frederik Christian Johansen
Frederik Christian Johansen (født 11. august 1992) er en dansk skuespiller. Han er bedst kendt for sin rolle i En som Hodder og i Hold om mig. I 2014 medvirkede han desuden i filmen Ækte Vare hvor han spiller rollen som Jens.